# Юрика (Калифорния)
Вижте пояснителната страница за други значения на Юрика.
Юрика (на английски: Eureka, в превод „Еврика“) е град и окръжен център на окръг Хъмбоулт в щата Калифорния, Съединените американски щати.
Градът е с население от 26 128 жители (2000), което го прави най-големия крайбрежен град в Калифорния на север от Сан Франциско. Има обща площ от 37,4 км² (14,4 мили²). Той е най-западният град в континенталните Съединени щати.